# Antocha gracillima
Antocha gracillima  (лат.) — вид комаров-болотниц рода Antocha из подсемейства Limoniinae (Limoniidae). Дальний Восток России, Южная Корея и Япония. В Корее летают с апреля по август.

## Описание
Мелкие комары коричневато-серого цвета (усики до чёрного). Длина тела самцов от 4.2 до 6.0 мм, самок от 4.2 до 8.8 мм. Длина крыла самцов от 5.0 до 8.0 мм, самок от 7.1 до 9.3 мм. Тело удлинённое, ноги длинные, тонкие. Простые глазки и шпоры отсутствуют. Усики самок и самцов длинные 16-члениковые. Крылья широкие с почти прямым анальным углом; жилка R ответвляется от радиального сектора Rs почти под острым углом. Имаго обитают у берегов каменистых и быстротекущих водоёмов и водопадов. Куколки и личинки (гидробионты и реофилы) живут в водоёмах в шёлковых чехликах (среди мхов и водорослей на подводных камнях и скалах), дышат всей поверхностью тела. 
Вид был впервые описан в 1924 году американским энтомологом профессором Чарлзом Александером (1889—1981).